# Theatrum sacrum

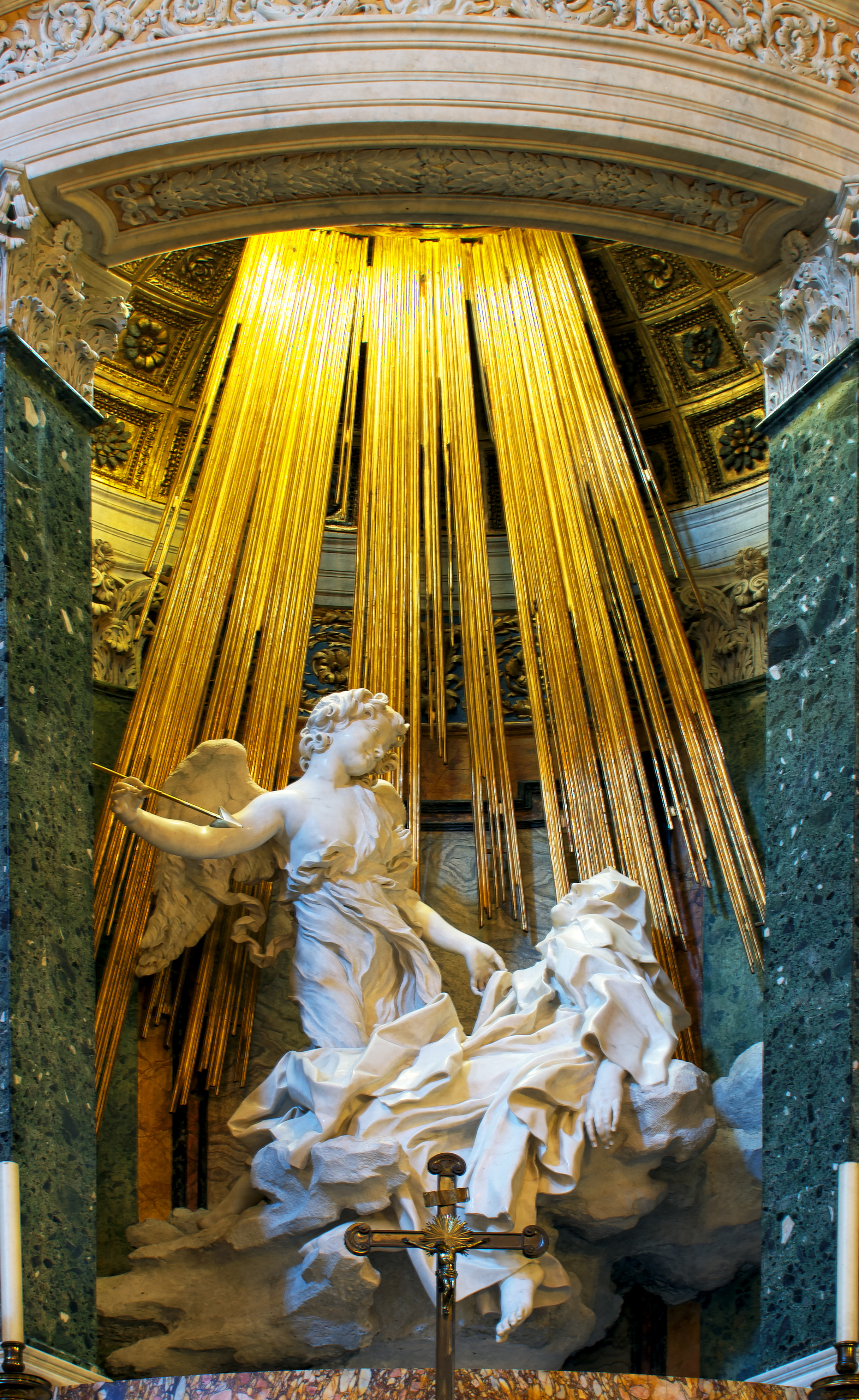
Typisches Beispiel für ein Theatrum sacrum: Altar mit Darstellung der „Verzückung der heiligen Teresia“ von Gian Lorenzo Bernini in der Kirche Santa Maria della Vittoria in Rom

Theatrum sacrum (lat. „heiliges Theater“) bezeichnet im Zusammenhang mit den kunstgeschichtlichen Stilepochen des Barocks und des Rokokos die bildliche Darstellung der christlichen Heilsgeschichte unter Einbeziehung „theatralischer“ Effekte, die beim Betrachter gefühlsbetonte Wirkungen wie Staunen, Überraschung und Überwältigung hervorrufen sollten.
Dahinter stand das Bemühen, angesichts des zu jener Zeit noch hohen Anteils von Analphabeten in der Bevölkerung die Heilslehre auch unmittelbar visuell-sensitiv und durch nachvollziehendes Erleben zu vermitteln. Als bevorzugte künstlerische Mittel wurden zu diesem Zweck äußerste Prachtentfaltung, bewegte Komposition, eine warme Farbigkeit und dramatisches Mienen- und Gebärdenspiel eingesetzt. Das darzustellende Geschehen wurde in starker Bewegung und mit theatralischer Lichtführung ausgeführt.
Die höchste Steigerung erfuhr das theatrum sacrum in der Verschmelzung von Architektur, Plastik und Malerei zum Gesamtkunstwerk, etwa bei Deckenfresken und Hochaltären in Kirchenneu- oder -umbauten aus jener Zeit; siehe z. B.: Erfurter Dom und dem Marienmünster Dießen. 